# Gmina Rędziny
Die Gmina Rędziny ist eine Landgemeinde im Powiat Częstochowski der Woiwodschaft Schlesien in Polen. Ihr Sitz ist das gleichnamige Dorf mit etwa 4750 Einwohnern.

## Gliederung
Zur Landgemeinde (gmina wiejska) Rędziny gehören folgende Ortschaften mit einem Schulzenamt (sołectwo): Konin, Kościelec, Madalin, Marianka Rędzińska, Rędziny und Rudniki.

## Politik

### Bürgermeister
An der Spitze der Verwaltung steht der Gemeindevorsteher. Seit 2014 war dies Paweł Militowski, der für sein eigenes Wahlkomitee antritt. Bei der turnusmäßigen Wahl im April 2024 ergab sich folgendes Ergebnis:
- Adam Norbert Jaruga (Wahlkomitee „Ich liebe die Gemeinde Rędziny“) 49,4 % der Stimmen
- Paweł Militowski (Wahlkomitee Paweł Militowski) 35,9 % der Stimmen
- Andrzej Pakuła (Wahlkomitee „Gemeinde für Einwohner“) 14,7 % der Stimmen

In der damit notwendigen Stichwahl setzte sich das PSL-Mitglied Jaruga mit 67,4 % der Stimmen gegen den bisherigen Amtsinhaber Militowski durch und wurde zum neuen Gemeindevorsteher gewählt.
Die turnusmäßige Wahl im Oktober 2018 brachte folgendes Ergebnis:
- Paweł Militowski (Wahlkomitee Paweł Militowski) 48,5 % der Stimmen
- Mariusz Spiechowicz (Wahlkomitee Mariusz Spiechowicz) 32,8 % der Stimmen
- Grażyna Knapik (PiS) 16,7 % der Stimmen
- Übrige 2,1 % der Stimmen

In der damit notwendigen Stichwahl wurde Amtsinhaber Militowski mit 57,8 % der Stimmen wiedergewählt.

### Gemeinderat
Der Gemeinderat von Rędziny besteht aus 15 Mitgliedern, die in Einpersonenwahlkreisen gewählt werden. Die Wahl 2024 führte zu folgendem Ergebnis:
- Wahlkomitee „Ich liebe die Gemeinde Rędziny“ 29,0 % der Stimmen, 7 Sitze
- Wahlkomitee Paweł Militowski 27,9 % der Stimmen, 3 Sitze
- Wahlkomitee „Gemeinde für Einwohner“ 13,2 % der Stimmen, 2 Sitze
- Prawo i Sprawiedliwość (PiS) 12,2 % der Stimmen, 1 Sitz
- Wählervereinigung „Parteifreie lokale Verwaltung“ 11,2 % der Stimmen, 1 Sitz
- Wahlkomitee „Piotr Kurowski Unabhängig“ 3,2 % der Stimmen, 1 Sitz
- Übrige 3,3 % der Stimmen, kein Sitz

Die Wahl 2018 führte zu folgendem Ergebnis:
- Wahlkomitee Paweł Militowski 25,7 % der Stimmen, 5 Sitze
- Wahlkomitee Mariusz Spiechowicz 21,4 % der Stimmen, 4 Sitze
- Prawo i Sprawiedliwość (PiS) 19,8 % der Stimmen, 2 Sitze
- Polskie Stronnictwo Ludowe (PSL) 11,8 % der Stimmen, 1 Sitz
- Wahlkomitee „Jugend für die Gemeinde Rędziny“ 9,7 % der Stimmen, 1 Sitz
- Wahlkomitee „Piotr Kurowski Unabhängig“ 2,6 % der Stimmen, 1 Sitz
- Wahlkomitee Lidia Wychowaniec 2,2 % der Stimmen, 1 Sitz
- Übrige 6,8 % der Stimmen, kein Sitz

## Verkehr
Der Bahnhof Rudniki koło Częstochowy an der Bahnstrecke Warszawa–Katowice liegt im Gemeindegebiet.